# Europamästerskapen i badminton 1994
Europamästerskapen i badminton 1994 anordnades den 10-17 april i 's-Hertogenbosch, Nederländerna. 

## Medaljsummering
| Pl. | Nation        | Guld | Silver | Brons | Totalt |
| --- | ------------- | ---- | ------ | ----- | ------ |
| 1   | Sverige       | 4    | 2      | 4     | 10     |
| 2   | Danmark       | 2    | 3      | 3     | 8      |
| 3   | England       | 1    | 0      | 3     | 4      |
| 4   | Ryssland      | 0    | 1      | 0     | 1      |
| 5   | Nederländerna | 0    | 0      | 2     | 2      |

## Resultat
| Event       | Guld                              | Silver                              | Brons                                |
| Herrsingel  | Poul-Erik Høyer Larsen            | Tomas Johansson                     | Jens Olsson                          |
| Herrsingel  | Poul-Erik Høyer Larsen            | Tomas Johansson                     | Anders Nielsen                       |
| Damsingel   | Lim Xiaoqing                      | Catrine Bengtsson                   | Christine Magnusson                  |
| Damsingel   | Lim Xiaoqing                      | Catrine Bengtsson                   | Pernille Nedergaard                  |
| Herrdubbel  | Simon Archer Chris Hunt           | Andrei Antropov Nikolai Zujev       | Christian Jacobsen Jens Eriksen      |
| Herrdubbel  | Simon Archer Chris Hunt           | Andrei Antropov Nikolai Zujev       | Henrik Svarrer Jim Laugesen          |
| Damdubbel   | Christine Magnusson Lim Xiaoqing  | Lisbeth Stuer-Lauridsen Lotte Olsen | Gillian Clark Julie Bradbury         |
| Damdubbel   | Christine Magnusson Lim Xiaoqing  | Lisbeth Stuer-Lauridsen Lotte Olsen | Erica van den Heuvel Maria Bengtsson |
| Mixeddubbel | Michael Søgaard Catrine Bengtsson | Christian Jacobsen Lotte Olsen      | Pär-Gunnar Jönsson Maria Bengtsson   |
| Mixeddubbel | Michael Søgaard Catrine Bengtsson | Christian Jacobsen Lotte Olsen      | Ron Michels Erica van den Heuvel     |
| Lag         | Sverige                           | Danmark                             | England                              |